# Unitärmetoden
Inom matematiken, är unitärmetoden en metod för att lösa ett problem genom att hitta värdet då enheten är lika med ett, för att sedan multiplicera detta med den kvantitet som söks.

## Exempel
En man går sju kilometer på två timmar. Hur långt tar han sig på sex timmar? Till att börja med ska vi beräkna hur långt han går på en timme. Vi gör detta genom att dela avståndet med tiden för att få farten.
{\displaystyle {\frac {7}{2}}=3{,}5}
Om han går tre och en halv kilometer en timme, kan vi tag reda på hur långt han tar sig på sex timmar genom att multiplicera med sex.
{\displaystyle 3{,}5\cdot 6=21}
Vi kan nu svara på frågan, och svaret är att han tar sig 21 kilometer på sex timmar.